# Anopedias lacustris
Anopedias lacustris är en stekelart som beskrevs av Jean-Jacques Kieffer 1926. Anopedias lacustris ingår i släktet Anopedias och familjen gallmyggesteklar. Arten är reproducerande i Sverige. Inga underarter finns listade i Catalogue of Life.